# Nupedia
Nupedia war eine freie, kommerzielle Online-Enzyklopädie in größtenteils englischer Sprache und der Vorläufer der Wikipedia. Die verwendeten Programme NupeCode und der Nachfolger nunupedia stehen wie die Wikipedia-Software MediaWiki unter der GNU General Public License.

## Geschichte
Ins Leben gerufen wurde Nupedia im März 2000 von Jimmy Wales und Larry Sanger. Finanziert wurde das Projekt von Bomis, einem Online-Anbieter für Foren zu den Themen Unterhaltung, Sport, Science-Fiction, Erotik und Pornografie.
Nupedia hatte ein aufwendiges, siebenstufiges Peer-Review-Verfahren, das eine hohe Qualität der Artikel sicherstellen sollte. Nupedia entwickelte sich sehr langsam. Der erste Eintrag im Artikelnamensraum war über die Atonalität und wurde am 25. Juli 2000 veröffentlicht. Bis November 2000 kam lediglich ein weiterer Artikel in voller Länge hinzu, nach 18 Monaten waren es etwa 20. Als das Projekt im September 2003 eingestellt wurde, waren lediglich 25 Artikel fertiggestellt.
Ein kleiner Kreis von Fachautoren erarbeitete die Artikel der Nupedia, und vor der Veröffentlichung wurden alle Artikel gründlich geprüft. Die Artikel unterlagen anfangs der eigenen Nupedia Open Content License; im Januar 2001 wechselte man auf Drängen von Richard Stallman zur GNU-Lizenz für freie Dokumentation. Dieser startete aber zu gleicher Zeit das GNUPedia-Projekt, wodurch Befürchtungen einer möglichen Konkurrenz der beiden Projekte geweckt wurden. Da Nupedia einen sehr bürokratischen Arbeitsablauf hatte, waren die Artikel zwar von hoher Qualität, aber das Projekt wuchs nur langsam.
2001 startete Jimmy Wales das Wikipedia-Projekt. Es war ursprünglich nur als Vorstufe für Nupedia-Artikel gedacht, zog aber viele Akteure an und entwickelte eine große Eigendynamik. Im ersten Monat wurden 200 Artikel erstellt, im ersten Jahr waren es 18.000. Der Erfolg führte nicht nur zur Beendigung des GNUPedia-Projektes, sondern auch von Nupedia. Bomis beendete seine Unterstützung im Januar 2002, und Larry Sanger trat kurz darauf sowohl aus dem Nupedia- als auch aus dem Wikipedia-Projekt aus. In der Folgezeit wurden nur noch zwei Artikel für Nupedia fertiggestellt. Das Projekt wurde im September 2003 beendet. Ein Teil der Artikel wurde in die Wikipedia übernommen.
Die Domain nupedia.com, unter der das Projekt früher erreichbar war, wurde inzwischen abgeschaltet.